# قلیبیه
قلیبیه (به عربی: قلیببیة) شهری در استان نابل کشور تونس است که جمعیت آن در سرشماری سال ۲۰۰۴ میلادی ۴۳٫۲۰۹ نفر بوده‌است.